# Orson Automobile Manufacturing Company
Orson Automobile Manufacturing Company war ein US-amerikanischer Hersteller von Automobilen. Andere Quellen verwenden die Firmierung Orson Automobile Company.

## Geschichte
Orson Kilborn hatte die Idee und war Namensgeber. Sein Vater Horace M. Kilborn war Präsident oder Vizepräsident der National City Bank of New York. 100 reiche Bankleute schlossen sich 1910 zusammen, um 100 Fahrzeuge herzustellen. Genannt werden Herr Vanderlip, Alwin W. Krech, H. O. Havemeyer und Percy Avery Rockefeller. Bereits am 11. März 1910 wurde darüber berichtet, und die Firmierung Orson Automobile Manufacturing Company wurde genannt. Die Brightwood Manufacturing Company aus Springfield in Massachusetts stellte die Fahrgestelle her. Die Karosserien kamen von der Springfield Metal Body Company. 1911 waren die Fahrzeuge für die Bankleute fertig. Möglicherweise waren es auch nur 80 Fahrzeuge. Dann sollte das Fahrzeug auf den Markt kommen.
Erst 1912 wurde die Orson Automobile Manufacturing Company gegründet. Der Sitz war in New York City. 1913 gab es Pläne, die beiden vorgenannten Unternehmen zu übernehmen, und außerdem die Atlas Motor Car Company und die Knox Automobile Company. Das konnte nicht umgesetzt werden.
1914 wurden Journalisten auf die Sache aufmerksam. Sie fanden heraus, dass 80 Fahrzeuge hergestellt wurden und Kosten von 560.000 US-Dollar verursacht hatten. 1915 wurde Daniel M. Brady, einer der Inhaber, vor Gericht verurteilt.
Soweit bekannt, sind ab 1912 keine Fahrzeuge mehr hergestellt worden.

## Fahrzeuge
Im Angebot stand nur ein Modell. Es hatte einen Vierzylindermotor, der 40 PS leistete. Das Fahrgestell hatte 330 cm Radstand. Die Fahrzeuge waren als offene Tourenwagen karosseriert.
Eine andere Quelle nennt einerseits einen 30-66 für 2500 Dollar und andererseits einen Forty HP als siebensitzigen Tourenwagen für 4000 Dollar.